# فلورستا آزول
فلورستا آزول (به پرتغالی: Floresta Azul) یک منطقهٔ مسکونی در برزیل است که در باهیا واقع شده‌است. فلورستا آزول ۱۰٬۵۷۵ نفر جمعیت دارد.